# Shojo Beat
Shojo Beat foi uma revista de mangá shojo criada e publicada na América do Norte pela Viz Media. Lançada em junho de 2005, como uma irmã para a revista Shonen Jump, ela apresentava capítulos serializados de séries de mangá, assim como artigos sobre a cultura japonesa, mangás, animes, moda e beleza. Após seu lançamento inicial, Shojo Beat sofreu duas reformulações, se tornando a primeira antologia em língua inglesa a usar tintas turquesa e tons de magenta comum em seus mangás. Também, a Viz Media lançou selos relacionados com "Shojo Beat" de mangás, light novels e divisões de anime para coordenar com o conteúdo da revista.
Destinado à mulheres com idades entre 16-18, a primeira edição da Shojo Beat foi lançada com uma tiragem de 20.000 exemplares. Em 2007, a circulação média foi de aproximadamente de 38.000 exemplares, com metade provenientes de assinaturas ao invés de vendas em varejos. A revista foi bem recebida pela crítica, que elogiou sua mistura de mangá e à inclusão de artigos sobre cultura japonesa, apesar de alguns críticos acharem as primeiras edições chatas e mal escritas. Em maio de 2009, a Viz anunciou que a revista seria cancelada e que a edição de julho de 2009 seria a última a ser lançada. Os fãs ficaram decepcionados com a notícia repentina. Os especialistas lamentaram que o cancelamento de Shojo deixaria as mulheres fãs de mangás sem uma revista exclusiva para elas, mas elogiaram a Viz Media em sua escolha de continuar usando a marca "Shojo Beat" em seus lançamentos de mangás e animes shojo.

## História
Em fevereiro de 2005, a Viz Media anunciou a criação de uma nova antologia de mangá, chamada Shojo Beat. Comercializada como uma publicação irmã da Shonen Jump, a revista começou com seis títulos de mangá: Hero Crimson, Kaze Hikaru, Baby & Me, Godchild, Nana e Absolute Boyfriend. Dos seis títulos, dois vieram de cada uma das editoras japonesas como Shueisha, Shogakukan e Hakusensha. A primeira edição, lançada em junho de 2005 caracterizava uma personagem de Nana, Komatsu em sua capa de julho.
Yumi Hoashi foi o editor-chefe da publicação original. Em novembro de 2006, Hoashi deixou a Viz e Marc Weidenbaum substituiu-o como editor-chefe da revista. Weidenbaum manteve-se como editor da revista até 13 de fevereiro de 2009, quando a Viz anunciou que ele tinha deixado a empresa, embora a revista continuou apresentando-o como editor até maio de 2009. A partir da edição de junho de 2009, Hyoe Narita foi listado como editor-chefe.
O mascote da revista, um panda chamado "Moko", apareceu pela primeira vez na edição de outubro de 2005, embora ele tenha permanecido sem nome até a edição de julho de 2006. Mais tarde, foi criada uma conta prória no Myspace sendo operada pela Viz. Com a edição de julho de 2007, um novo mascote foi introduzido, a Beat Girl. Ela era ilustrada por diferentes artistas cada vez que aparecia na seção "Carta do Editor", como a "porta-voz" da editora. Um terceiro mascote foi introduzido, uma figura em forma de estrela chamada de Hoshiko, foi introduzida com a edição de 2008, como um amigo para Moko.
Com a edição do primeiro aniversário da revista, datada de julho de 2006, a Shojo Beat passou a usar tinta turquesa e tons de magenta para as páginas do mangá, em vez de preto e branco. Embora isto reflita o formato da antologia dos mangás japoneses, foi o primeiro mangá publicado com esta antologia na América do Norte. Shojo Beat lançou outra resenha com a edição de janeiro de 2007. O novo projeto incluiu esquemas de cores mais vivas e fontes que introduziu a "Girl Hero" uma coluna para destacar as murelhes que apoiavam a Viz, e que de certa maneira iria inspirar as leitoras. As colunas existentes também foram expandidas.
Em maio de 2009, a revista parou de aceitar novas inscrições e cessou a publicação, com o lançamento da edição de julho. As assinaturas existentes na Shojo Beat, foram transferidas para a revista Shonen Jump. Com a primeira cópia da Shonen Jump foi enviada para os assinantes antigos uma carta, informando-os da transferência e como solicitar o reembolso da parcela não preenchida de sua assinatura se preferir. Em um comunicado de imprensa, a Viz afirmou que o "clima econômico difícil" estava por trás do cancelamento da revista.

## Características
Como uma antologia de mangá, a maior parte do conteúdo de Shojo Beat era alguns capítulos de mangás. Entre os recursos adicionais foram incluídos a uma carta do editor, notícias relacionadas com mangá, um capítulo de pré-visualização de um outro título dos mangás da Viz sendo publicado com o selo "Shojo Beat", e artigos sobre cultura japonesa, as tendências atuais, no Japão, de moda e beleza. As seções finais da revista incluía materiais relacionados com os fãs, incluindo fanarts, cartas dos leitores, aulas de como desenhar um mangá e guias de como fazer um cosplay e os resultados. O site oficial da revista incluía artigos adicionais, downloads de modelos para vestir-se como o mascote panda da revista "Moko", e previews on-line de muitas das séries de mangá que estavam sendo publicadas sob o selo de "Shojo Beat".

### Séries
Shojo Beat continha capítulos de seis séries de mangás japoneses em seis licenciados e traduzidos para o inglês pela Viz. Durante seu funcionamento, a revista publicou quatorze séries, das quais sete foram concluídas terminaram e as outras foram substituídas por outras séries. Apenas quatro dessas substituições permaneceram na revista até que todos os seu capítulos fossem publicados. Cada título serializado na revista também foram publicados em volumes tankōbon sob o selo "Shojo Beat". A editora notava que periodicamente removia séries incompletas da revista para ajudar a "manter a revista fresca" e que lhe permitia acelerar a publicação de volumes individuais.
Esta é uma lista completa de todos os títulos que foram serializados na revista Shojo Beat. Não inclui os capítulos preview. Os títulos que estavam em publicação na revista quando foram interrompidos estão realçados em vermelho.
| Título                             | Autor             | Gênero                               | Primeira edição  | Última edição    | Concluída? |
| ---------------------------------- | ----------------- | ------------------------------------ | ---------------- | ---------------- | ---------- |
| Absolute Boyfriend                 | Yuu Watase        | Ficção Científica, Comédia romântica | Julho de 2005    | Março de 2008    | Sim        |
| Baby and Me                        | Marimo Ragawa     | Slice of life                        | Julho de 2005    | Setembro de 2007 | Não        |
| Backstage Prince                   | Kanoko Sakurakoji | Romance                              | Outubro de 2006  | Março de 2007    | Sim        |
| Crimson Hero                       | Takanashi Mitsuba | Spokon, Romance                      | Julho de 2005    | Julho de 2009    | Não        |
| Gaba Kawa                          | Rie Takada        | Maho shojo, Romance                  | Abril de 2008    | Agosto de 2008   | Sim        |
| Godchild                           | Yuki Kaori        | Horror, Mistério                     | Julho de 2005    | Junho de 2006    | Não        |
| Haruka ~Beyond the Stream of Time~ | Tohko Mizuno      | Fantasia, Romance                    | Outubro de 2007  | Julho de 2009    | Não        |
| Honey and Clover                   | Chica Umino       | Comédia dramática, Romance           | Setembro de 2007 | Julho de 2009    | Não        |
| Honey Hunt                         | Miki Aihara       | Romance, Drama                       | Setembro de 2008 | Julho de 2009    | Não        |
| Kaze Hikaru                        | Taeko Watanabe    | Ação, Ficção histórica               | Julho de 2005    | Setembro de 2006 | Não        |
| Nana                               | Ai Yazawa         | Drama, Romance                       | Julho de 2005    | Agosto de 2007   | Não        |
| Sand Chronicles                    | Hinako Ashihara   | Drama                                | Agosto de 2007   | Julho de 2009    | Não        |
| Vampire Knight                     | Matsuri Hino      | Romance, Sobrenatural                | Julho de 2006    | Julho de 2009    | Não        |
| Yume - Kira: Dream Shoppe          | Aqua Mizuto       | Fantasia                             | Abril de 2007    | Julho de 2007    | Sim        |

### Selos
Com o lançamento de Shojo Beat, a VIZ Media criou novos selos para os seus mangás e linhas de ficção. O selo de nome homônimo incluía a série que apareceu na revista, bem como outros mangás shojos licenciados pela Viz Media após a criação da revista. A Viz começou a lançar light novels japonesas sob o selo "Shojo Beat Fiction" e os mangás relacionados sob o selo "Shojo Beat". Em fevereiro de 2006, a editora criou uma linha "Shojo Beat Home Video" para publicar títulos de animes, principalmente para o público feminino. O primeiro título com esse novo selo foi Full Moon o Sagashite, a adaptação do anime do mangá de mesmo nome, também tinha sido lançada pela Viz. Para promover a linha de anime, A Viz Media incluiu um disco preview do primeiro volume de Full Moon o Sagashite na edição de junho de 2006 da Shojo Beat. Embora a revista tendo sida cancelada, a Viz afirmou em maio de 2009 que continuará lançado séries antigas e novas de mangás e animes sob o selo "Shojo Beat".

## Tiragem e audiência
Quando Shojo Beat foi lançada, ela teve uma tiragem de 20,000 exemplares. Em 2006, havia aumentado para 35,000 exemplares, dos quais 41% foram distribuídos por meio de assinaturas, e o restante foi vendido nas lojas. Em 2007, a circulação cresceu para 38,000, e as assinaturas aumentaram para 51%. O público da revista era esmagadoramente do sexo feminino, que compreende 91% de seus leitores. Direcionados para "mulheres jovens", o "público-alvo" de Shojo Beat estava entre mulheres de 13 e 19 anos, que constituíam 61% de seus leitores; 47% dos leitores tinham entre 12 e 17 anos; e 45% de 18-34.

## Recepção
Shojo Beat foi nomeado em 2008 para o prêmio Society for the Promotion of Japanese Animation Award na categoria de "Melhor Publicação", mas perdeu para a revista japonesa Newtype.
Jessica Chobot, do IGN, analisando a edição de lançamento, fez uma crítica ríspida. Em sua opinião, Shojo Beat é uma revista para teenybopper "(uma pessoa, principalmente menina, em sua pré-adolescência, que segue uma moda no vestir, nos gostos musicais e outros aspectos)" e descreveu que a capa da edição é "brilhante, de um cor rosa intenso e que tem letras borbulhantes capaz de produzir-lhe uma enxaqueca". O conteúdo parecia chato e não concordou com a seleção das séries de mangá publicadas pela VIZ Media, notando que, "é como se a Viz tivesse pegado todas as séries rejeitadas pelo público e colocasse elas para o público feminino. 90% do que eu estava lendo foi mal desenhado ou mal escrito (normalmente, ambas as coisas)". Contudo, David Welsh do Comic World News discordou, ele disse que a revista teve várias séries boas, e elogiou Nana, Absolute Boyfriend e Crimson Hero como as três melhores séries da edição inicial. Greg McElhatton, co-fundador da Wizard: The Guide to Comics e excrítico do iComics.com, elogiou a aparência mainstream da revista e a chamou de uma decisão "inteligente", que poderia atrair seu público-alvo visualmente mostrando-lhe que era uma revista para meninas adolescentes. Embora acreditasse que dois dos títulos de mangá da primeira edição teve um arranque "frouxo", McElhatton concluiu que Shojo Beat havia tido um "bom começo, se não fabuloso".
Após o seu cancelamento, Heidi MacDonald, do Publishers Weekly, informou que a resposta comum dos fãs era que "todos gostaram da revista, mas ninguém quis comprar ela." Ela também mencionou que muitos fãs lamentaram o cancelamento embora reconheceram que não foram assinantes dela. Katherine Dacey, a editora senior do principal mangá do PopCultureShock, comentou que a revista tinha oferecido "apenas a mistura certa de novas histórias, séries contínua, e artigos" e elogiou-a por ter um "estilo funky e faça você mesmo". A equipe do School Library Journal definiu a revista como "única em seu estilo" e "que o seu cancelamento deixaria um vazio em suas seguidoras, um pequeno grupo de leitores de quadrinhos e mangás geralmente pouco reconhecido". Outros membros do School Library Journal, elogiaram os artigos de moda da revista e os seus artigos educacionais sobre a cultura japonesa e por mostrar para as meninas uma variedade de tipos de corpo vestindo modas acessíveis. Dois outros membros da equipe questionaram a decisão de cancelar a publicação da revista e se perguntaram se a empresa esperava irrealisticamente a revista ter os mesmos números de circulação da Shonen Jump.